# Espacio de Besov
En matemáticas, el espacio de Besov (llamado así en honor a Oleg Vladimirovich Besov) {\displaystyle B_{p,q}^{s}(\mathbf {R} )} es un espacio cuasinormado completo que es un espacio de Banach cuando 1 ≤ p, q ≤ ∞. Estos espacios, así como los espacios de Triebel-Lizorkin definidos de manera similar, sirven para generalizar espacios funcionales más elementales, como los espacios de Sobolev, y son eficaces para medir las propiedades de regularidad de las funciones.

## Definición
Existen varias definiciones equivalentes. Uno de ellos se da a continuación.
Sea
{\displaystyle \Delta _{h}f(x)=f(x-h)-f(x)}
y definir el módulo de continuidad por
{\displaystyle \omega _{p}^{2}(f,t)=\sup _{|h|\leq t}\left\|\Delta _{h}^{2}f\right\|_{p}}
Sea n un número entero no negativo y defina: s = n + α con 0 < α ≤ 1. El espacio de Besov {\displaystyle B_{p,q}^{s}(\mathbf {R} )} contiene todas las funciones f tales que
{\displaystyle f\in W^{n,p}(\mathbf {R} ),\qquad \int _{0}^{\infty }\left|{\frac {\omega _{p}^{2}\left(f^{(n)},t\right)}{t^{\alpha }}}\right|^{q}{\frac {dt}{t}}<\infty .}

## Norma
El espacio de Besov {\displaystyle B_{p,q}^{s}(\mathbf {R} )} está equipado con la norma
{\displaystyle \left\|f\right\|_{B_{p,q}^{s}(\mathbf {R} )}=\left(\|f\|_{W^{n,p}(\mathbf {R} )}^{q}+\int _{0}^{\infty }\left|{\frac {\omega _{p}^{2}\left(f^{(n)},t\right)}{t^{\alpha }}}\right|^{q}{\frac {dt}{t}}\right)^{\frac {1}{q}}}
Los espacios de Besov {\displaystyle B_{2,2}^{s}(\mathbf {R} )} coincidir con los espacios de Sobolev más clásicos {\displaystyle H^{s}(\mathbf {R} )}.
Si {\displaystyle p=q} y {\displaystyle s} no es un número entero, entonces {\displaystyle B_{p,p}^{s}(\mathbf {R} )={\bar {W}}^{s,p}(\mathbf {R} )}, dónde {\displaystyle {\bar {W}}^{s,p}(\mathbf {R} )} denota el espacio de Sobolev-Slobodeckij.